# Kvart (tid)
Kvart (av latin quartus, "fjärde") är ett tidsintervall på en fjärdedels timme eller 15 minuter.  Kvarten kan även uppfattas som 1/96 medelsoldygn eller 900 sekunder exakt, vilket ungefär motsvarar ett centidygn eller en kilosekund.
Den kinesiska tidsenheten  ke (uttal kə) är idag exakt en kvart, men var ursprungligen 1/100 av ett dygn. 
Enheten har en bekant längd och centidygn är därför en huvudkandidat,  som ersättning för timmar och minuter vid en tentativ reform till decimal tid med dygnet som utgångspunkt.